# Бруевич, Степан Иванович
Степан Иванович Бруевич (1869—?) — русский полковник (1913), генерал-майор Белой армии (1919). Герой Первой мировой войны, участник Гражданской войны в России.

## Биография
Родился в семье священника Могилевской губернии.
В 1888 году  после окончания 3-х классов Могилевской духовной семинарии вступил в службу. В 1891 году после окончания Виленского военного училища  произведён в подпоручики и выпущен в  Закатальский 164-й пехотный полк. В 1895 году произведён  в поручики , в 1900 году в штабс-капитаны.
В 1904 году окончил Николаевскую военную академию по I разряду и назначен преподавателем Виленского военного училища. В 1905 году произведён в капитаны. С 1906 года по собственному желанию переведён в Петрозаводский 103-й пехотный полк — командовал ротой, в 1909 году произведён в подполковники — командовал батальоном. С 1910 года командир 1-го батальона Ново-Трокского 169-го пехотного полка. В 1913 году произведён в полковники.

С 1914 года участник Первой мировой войны, с 1915 года командир 271-го Красносельского пехотного полка. Высочайшим приказом по Армии и Флоту от 4 марта 1917 года  за храбрость был награждён Георгиевским оружием: 
За отличие и храбрость проявленные во время боёв с 20-го по 23-е апреля 1915 года будучи полковником и командиром 271-го Красносельского пехотного полка
После Октябрьской революции, с 1918 года служил в  Добровольческой армии и ВСЮР — начальник гарнизона города Туапсе. 14 декабря 1919 года произведён в генерал-майоры, служил в белых войсках Восточного фронта — помощник
начальника снабжения Степной группы войск. Участник Великого Сибирского Ледяного похода. В 1920 году был взят в плен красными. После 1922 года в эмиграции в Китае, жил в Харбине.

## Награды
- Орден Святой Анны 3-й степени  (ВП 1906)
- Орден Святого Станислава 2-й степени  (ВП 1911)
- Орден Святой Анны 2-й степени с мечами (Мечи — ВП 03.06.1916)
- Орден Святого Владимира 4-й степени с мечами и бантом (ВП 06.02.1915)
- Орден Святого Владимира 3-й степени с мечами (ВП 28.02.1916)
- Георгиевское оружие (ПАФ 04.03.1917)